# Catan: Der Aufstieg der Inka
Catan: Der Aufstieg der Inka ist ein 2018 im Kosmos-Verlag erschienenes Brettspiel von Klaus Teuber und dessen Sohn Benjamin. Es handelt sich um eine eigenständige Variante von Teubers Spiel Die Siedler von Catan, die thematisch in das Reich und die Zeit der Inka angesiedelt wurde.

## Thema und Ausstattung
Wie das Spiel Die Siedler von Catan handelt es sich bei Catan: Der Aufstieg der Inka um ein Ressourenverwaltungs- und Aufbauspiel, bei dem mit vorhandenen Rohstoffen Siedlungen, Städte und Straßen gebaut werden müssen. Die Spielmechanik entspricht im Wesentlichen der von Die Siedler von Catan, allerdings wird das Spiel über drei Epochen gespielt, wobei die Städte und Siedlungen der Spieler nach Erreichen eines Epochenendes verfallen und die Zivilisation jeweils mit einem neuen Stamm neu aufgebaut werden muss. Als neue Elemente werden zudem Handelswaren (Fisch, Koka und Federn) eingeführt, die nur gehandelt werden können. Wer zuerst elf Entwicklungspunkte erreicht und damit seinen 3. Stamm zum Erfolg geführt hat, gewinnt das Spiel.
Das Spielmaterial von Catan: Der Aufstieg der Inka besteht neben der Spielanleitung und einem Almanach aus:
- 29 Landschaftsfelder, die zu einem Spielplan zusammengelegt werden,
- acht Rahmenteile für den Spielplan,
- 27 Zahlenchips,
- 100 Rohstoffkarten,
- 36 Handelsgutkarten,
- 20 Entwicklungskarten,
- vier Stammestafeln und 44 Entwicklungsmarker,
- zwei Vorteilskarten (Längste Handelsstraße und Größte Kampfkunst)
- vier Übersichtskarten,
- 68 Spielfiguren in vier Spielerfarben (je 8 Siedlungen, 2 Städte und 7 Straßen),
- 16 Dickicht-Figuren,
- eine Räuberfigur,
- zwei Würfel,
- drei Kartenhalter.

## Spielweise

### Spielvorbereitungen
Zu Beginn des Spiels wird der Spielplan aus den Landschaftsfeldern und den Rahmenteilen in der Tischmitte aufgebaut. Die Zahlenchips werden auf die Landschaftsfelder platziert. Das Spielfeld besteht aus acht unterschiedlichen Landschaftsformen, auf denen unterschiedliche Rohstoffe oder Handelsgüter produziert werden können:
- Wald erzeugt Holz
- Gebirge erzeugt Erz
- Steinbruch erzeugt Stein
- Ackerland erzeugt Kartoffeln
- Weideland erzeugt Wolle
- Urwald erzeugt Federn
- Urwaldplantage erzeugt Coca
- Küstengewässer erzeugt Fisch

Der Räuber wird auf ein beliebiges Rahmenteil mit Urwald gestellt. Jeder Spieler wählt eine Spielerfarbe und platziert jeweils zwei Siedlungen und zwei Straßen auf dem Spielfeld, die den Start für ihre Zivilisation darstellen. Zudem bekommt jeder Spieler jeweils vier Dickichte, eine der Übersichtskarten und eine Stammestafel. Neben die Stammestafel legen die Spieler jeweils elf Entwicklungsmarker ab. Die Vorteilskarten „Längste Handelsstraße“ und „Größte Kampfkunst“ werden gemeinsam mit den beiden Würfeln neben dem Spielfeld bereitgelegt. Die Rohstoff- und Handelsgutkarten werden sortiert und als offener Vorrat in die Fächer der Kartenhalter gelegt. Die Entwicklungskarten werden entsprechend der Rückseiten in „1“ und „2“ sortiert und separat gemischt, danach werden die „1“-er Karten in den Kartenhalter und die „2“-er Karten daneben bereitgelegt.
Durch die beiden bereits platzierten Siedlungen erhalten die Spieler jeweils zu Spielbeginn bereits zwei Siegpunkte, die sie durch zwei Entwicklungsmarker auf den untersten beiden Feldern des 1. Stammes der Stammestafeln markieren. Danach bekommen sie für eine ihrer beiden Siedlungen die ersten Erträge, indem sie für jedes Landschaftsfeld, das an diese Siedlung angrenzt, eine entsprechende Rohstoff- oder Handelsgutkarte vom Vorrat nehmen. Die Rohstoff- oder Handelsgutkarten werden im Spiel verdeckt und damit geheim gehalten. Der Startspieler wird ausgewürfelt.

### Spielregeln
Das Spiel entspricht in seiner Spielweise und -mechanik im Wesentlichen dem Vorbild Die Siedler von Catan. Beginnend mit dem Startspieler würfelt jeweils ein Spieler mit beiden Würfeln und immer dann, wenn einer oder mehrere der Spieler eine Siedlung oder später eine Stadt an einem Landschaftsfeld besitzen, auf der ein entsprechender Zahlenchip mit der gewürfelten Augenzahl liegt, bekommen sie eine (oder bei einer Stadt zwei) Rohstoff- oder Handelsgutkarten aus dem Vorrat, die sie auf die Hand nehmen. Wird eine „7“ gewürfelt, bekommt kein Spieler Rohstoffe. Stattdessen muss in diesem Fall jeder Spieler, der sieben oder mehr Karten auf der Hand hat, die Hälfte ihrer Rohstoff- und Handelsgutkarten (abgerundet) ablegen. Zudem muss der aktive Spieler die Räuberfigur auf ein anderes, Rohstoffe produzierendes, Landfeld versetzen. Er raubt einem Mitspieler, der eine Siedlung oder Stadt an diesem Feld besitzt, eine Handkarte, danach setzt der aktive Spieler seinen Zug fort.
Nach dieser Ertragsphase folgt die Bauphase des aktiven Spielers, der nun in beliebiger Reihenfolge Karten von seiner Hand einsetzen kann, um eine Siedlung, Stadt oder Straße entsprechend der auf der Übersichtskarte angegebenen Rohstoffkosten zu bauen, eine Entwicklungskarte zu kaufen oder Handel zu treiben. Beim Handeln stehen dem Spieler mehrere Möglichkeiten zur Verfügung:
1. Der Spieler kann mit allen Spielern Rohstoffe und Handelsgüter tauschen, indem er ihnen mitteilt, welche Rohstoffe oder Handelsgüter er benötigt und was er bereit ist, dafür abzugeben. Die Mitspieler dürfen über die Preise verhandeln, dürfen jedoch immer nur mit dem gerade aktiven Spieler und nicht untereinander handeln.
2. Der Spieler kann drei gleiche Rohstoffkarten in den Vorrat legen und sich dafür eine beliebige Rohstoff- oder Handelsgutkarte nehmen.
3. Handelsgüter können nur gegen Rohstoff- oder andere Handelsgüter getauscht werden. Wenn der Spieler zwei gleiche Handelsgüter in den Vorrat legt, darf er sich eine beliebige Rohstoff- oder Handelsgutkarte nehmen. Legt er drei verschiedene Handelsgüter in den Vorrat, darf er sich zwei beliebige Rohstoff- oder Handelsgutkarten nehmen.

Beim Bauen stehen folgende Optionen zur Verfügung:
1. Bau einer Straße für je eine Holz- und eine Steinkarte. Die Straßen werden auf Wegen an den Rändern der Landschaftsplättchen gebaut und müssen mindestens mit einer weiteren Straße oder einer Siedlung oder Stadt verbunden sein und sie darf nicht an eine fremde Siedlung oder Stadt angebaut werden. Auf jedem Weg darf nur eine Straße gebaut werden, zwischen den Urwaldfeldern existieren keine Wege.
2. Bau einer Siedlung für je eine Holz-, eine Stein-, eine Kartoffel- und eine Wollekarte. Siedlungen werden an einer Kreuzung gebaut, zu der mindestens eine eigene Straße führt. Eine Siedlung darf nur auf einer Kreuzung gebaut werden, wenn die drei angrenzenden Kreuzungen nicht von Siedlungen oder Städten besetzt sind. Eine Siedlung bringt dem Besitzer einfache Erträge aus angrenzenden Landschaftsfeldern ein, wenn die Zahl des Feldes gewürfelt wird, sowie einen Siegpunkt, der entsprechend mit einem Marker auf der Stammestafel markiert wird.
3. Bau einer Stadt für zwei Kartoffel- und drei Erzkarten. Städte werden dort gebaut, wo bereits eine eigene Siedlung vorhanden ist und ersetzen diese.  Eine Siedlung bringt dem Besitzer jeweils doppelte Erträge aus angrenzenden Landschaftsfeldern ein, wenn die Zahl des Feldes gewürfelt wird, sowie gemeinsam mit den schon vorhandenen Siegpunkt für die Siedlung zwei Siegpunkte, die entsprechend mit einem Marker auf der Stammestafel markiert werden. Ein Spieler darf für jeden Stamm nur eine Stadt bauen.

Der Spieler, der mit mindestens drei Straßen die längste zusammenhängende Straße aufweist, bekommt die Vorteilskarte „Längste Handelsstraße“ und darf einmal in seiner Handels- und Bauphase zwei beliebige Rohstoff- oder Handelsgutkarten gegen eine beliebige andere Rohstoff- oder Handelsgutkarte tauschen. Sobald ein anderer Spieler eine längere Handelsstraße hat, bekommt dieser die Vorteilskarte.
Statt zu bauen, kann ein Spieler auch für eine Kartoffel-, eine Wolle- und eine Erzkarte eine Entwicklungskarte kaufen. Er zieht die oberste Entwicklungskarte vom Vorrat im Kartenhalter und hält die Karte bis zur Verwendung geheim. Wenn alle Spieler je einen Stamm abgeschlossen haben, werden die „2“-er Karten in den Kartenhalter unter potenziell noch vorhandene „1“-er Karten gelegt. Der aktive Spieler darf zudem zu jedem beliebigen Zeitpunkt seines Zuges eine Entwicklungskarte ausspielen. Spielt er eine Kampfkunstkarte aus, versetzt er den Räuber wie bei einer gewürfelten „7“ und darf ebenso eine Karte rauben. Die ausgespielten Kampfkunstkarten legen die Spieler offen vor sich ab und für jede offen ausliegende Kampfkunstkarte darf der Spieler bei einem „7“-er Wurf eine Rohstoff- oder Handelsgutkarte mehr auf der Hand halten. Hat ein Spieler zwei Kampfkunstkarten offen vor sich liegen, bekommt er die Vorteilskarte „Größte Kampfkunst“.  Der Besitzer dieser Karte darf einmal in seinem eigenen Spielzug den Räuber auf ein Urwaldfeld des Rahmens versetzen, wenn er vorher auf einem Feld steht, an das eine Siedlung oder Stadt des Spielers grenzt. Tut er dies, darf er sich den Rohstoff des Feldes nehmen, auf dem der Räuber stand. Er darf den Kartenvorteil jederzeit nutzen, auch vor dem Würfeln. Sobald ein anderer Spieler mehr Kampfkunstkarten offen vor sich ausliegen nimmt sich dieser die Vorteilskarte.

### Stammesentwicklung und Spielende
Der wesentliche Unterschied zu Die Siedler von Catan liegt darin, dass die Spieler jeweils mehrere Völker aufbauen und am Ende einer Epoche die Siedlungen und Städte des bisherigen Volkes aufgeben, um ein neues zu unterstützen. Jeder Spieler hat die Aufgabe, nacheinander drei Stämme zu entwickeln. Wenn das Entwicklungsziel eines Stammes erreicht ist, folgt sein Niedergang und die Gebäude werden mit Dickicht überwachsen. Die Entwicklungsziele der jeweils ersten und zweiten Stämme sind mit dem Erreichen der jeweils vierten Entwicklungsstufe erreicht, der Spieler muss also über vier Siedlungen oder zwei Siedlungen und eine Stadt verfügen. Das Entwicklungsziel des dritten Stammes wird nach weiteren
drei Entwicklungspunkten erreicht. Der Spieler, dem dies gelingt, gewinnt das Spiel.
Ein Stamm, der sein Entwicklungsziel erreicht hat, wird nicht mehr weiter entwickelt. Wenn ein Spieler mit seinem ersten Stamm 4 Entwicklungspunkte erreicht hat, überlässt er ihn dem Niedergang. Er entfernt alle Straßen und belegt jedes seiner Gebäude mit Dickicht. Erreicht der Spieler das Entwicklungsziel des zweiten Stammes, räumt er zuerst alle noch auf dem Spielfeld vorhandenen und überwachsenen Gebäude seines ersten Stammes ab, danach lässt er den zweiten Stamm analog zum ersten niedergehen. Jede überwachsene Siedlung oder Stadt eines niedergehenden Stammes bringt noch immer Erträge, wenn die Zahl eines angrenzenden Feldes gewürfelt wird, und wenn ein Spieler den Räuber auf ein Feld, an das eine solche Siedlung grenzt, setzt, darf er auch weiterhin dem Besitzer dieser Siedlung eine Karte rauben. Verlassene Siedlungen und Städte, die mit Dickicht überwachsen sind, dürfen von allen Mitspielern überbaut werden. An eine Straße, die zu einem überwachsenen Gebäude führt, darf keine weitere Straße gebaut werden. Erst wenn das niedergehende Gebäude mit einer eigenen neuen Siedlung ersetzt worden ist, dürfen auf angrenzenden freien Wegen weitere Straßen gebaut werden.
Nach dem Niedergang eines Volkes beendet ein Spieler seinen Zug mit der kostenlosen Gründung der ersten Siedlung seines neuen Stammes. Diese muss der Spieler auf einer freien Kreuzung platzieren und er muss dabei die Abstandsregel auch zu überwachsenen Siedlungen und Städten beachten. Er darf sie zudem nicht auf eine Kreuzung platzieren, zu der ein Mitspieler eine Straße geführt hat und auf der er eine Siedlung bauen könnte. Es ist allerdings erlaubt, die Siedlung auf eine Kreuzung neben einen Siedlungs-Bauplatz eines Mitspielers zu setzen und ihn damit durch die Abstandsregel am Bau zu behindern. Er bekommt keine Straße und keine Startrohstoffe für sein neues Volk.
Wenn es einem Spieler gelingt, das Entwicklungsziel seines dritten Stammes mit drei Entwicklungspunkten zu erreichen und damit insgesamt 11 Entwicklungsmarker auf der Stammestafel abgelegt hat, gewinnt er das Spiel.

## Entwicklung und Rezeption
Das Spiel Catan: Der Aufstieg der Inka wurde von Klaus Teuber und dessen Sohn Benjamin auf der Basis des Klassiker Die Siedler von Catan entwickelt und erschien zu den Internationalen Spieletagen 2018 in Essen, nachdem es im gleichen Jahr bei der Nürnberger Spielwarenmesse vorgestellt wurde. Kosmos veröffentlichte das Spiel auf Deutsch und Französisch (Catan: La Gloire des Incas), während es zeitgleich von den Catan Studios in englischer Sprache (Catan Histories: Rise of the Inka) veröffentlicht wurde. Zugleich erschien das Spiel bei Piatnik auf Ungarisch, bei Devir auf Spanisch, bei Galakta auf Polnisch und bei Swan Panasia auf Chinesisch.

## Erweiterung
Zu dem Spiel erschien das Mini-Szenario „Die Hohepriester der Inka“, bestehend aus 5 Hohepriester-Karten und einer Regel-Karte. Diese bringen den Spielern einen einmaligen Vorteil im Spiel, z. B. den Würfelwurf zu bestimmen.

## Belege
1. 1 2 3 4 5 6 7 8 9 10 11 12 13  Spielanleitung Catan: Der Aufstieg der Inka (Memento des Originals vom 4. März 2021 im Internet Archive)  Info: Der Archivlink wurde automatisch eingesetzt und noch nicht geprüft. Bitte prüfe Original- und Archivlink gemäß Anleitung und entferne dann diesen Hinweis., Kosmos Verlag 2018
2. ↑  Versionen von Catan: Der Aufstieg der Inka in der Spieledatenbank BoardGameGeek (englisch); abgerufen am 15. März 2019.